# The Real Me
Singles de The Who
Love, Reign o'er Me
(1973) Postcard
(1974)
Pistes de Quadrophenia
I Am the Sea Quadrophenia
The Real Me est la seconde chanson de l'opéra-rock Quadrophenia des Who (1973). C'est elle qui commence véritablement l'album, après l'introduction d'I Am the Sea.
Elle fut également sortie en single le 12 janvier 1974, atteignant la 92e place au Billboard Hot 100 et la 82e au Cash Box.

## Caractéristiques
Cette chanson forme un contraste saisissant avec la première piste de l'album. En effet, là où I Am the Sea n'était que calme et introspection, The Real Me révèle une puissance déchaînée.
Les paroles décrivent l'état d'esprit du jeune héros de l'opéra, Jimmy. Il souffre de n'être compris par personne, que ce soit son psychiatre, sa mère ou son prêtre, et d'être abandonné par sa petite amie. Cela s'exprime par le vers récurrent "Can you see the real me? Can you? Can you?" ("Pouvez-vous voir le vrai moi? Le pouvez-vous? Le pouvez-vous?").
La structure sonore de cette chanson est assez complexe. Pete Townshend fournit une partie de guitare sobre, presque entièrement consacrée à la rythmique, mais pleine de rage. Keith Moon impose son style fait de breaks très rapides et surprenants. Cependant, il reste communément admis que la performance la plus impressionnante de la chanson reste la ligne de basse de John Entwistle. Ce dernier a dit à ce sujet :
« The Real Me s'est fait en une prise. Mais je blaguais en jouant la partie de basse. Les autres m'ont dit "c'est super!" C'était la pagaille autour de moi. Ils adoraient le son. Et ils adoraient le fait que j'aie joué quelque chose de vraiment fou. »
De fait, la ligne de basse fait preuve de toute la virtuosité d'Entwistle. Elle alterne passages dans le suraigu et dans les graves, parfois à une vitesse surprenante, jouant véritablement le rôle d'instrument solo.

## Reprises
- Le groupe de heavy metal W.A.S.P. a repris cette chanson sur son album The Headless Children.
- Pearl Jam a également produit une reprise de la chanson lors d'un concert.
- Le groupe alternatif Fastball a enregistré une version de cette chanson pour divers albums.

## Sources et liens externes
- Notes sur l'album
- Tablatures pour guitare
- Tablatures pour basse
- Site de référence sur l'album
- Christophe Delbrouck, The Who, Bordeaux, Le Castor Astral, 2007, 377 p. (ISBN 978-2-85920-701-4)